# Pasieki (okręg mariampolski)
Pasieki (lit. Pasiekos) – opuszczona wieś na Litwie, na Suwalszczyźnie, w rejonie kalwaryjskim w okręgu mariampolskim, w pobliżu granicy polsko-litewskiej. Przebiega tędy droga europejska E67. Według danych z 2001 roku wieś jeszcze zamieszkiwała jedna osoba.
Za Królestwa Polskiego przynależała administracyjnie do gminy Lubów w powiecie kalwaryjskim.